# Musikkritiker
Musikkritiker ist die Berufsbezeichnung für eine Person, die Rezensionen und Besprechungen z. B. über Instrumental- und Orchesterwerke, Opern, Operetten, Musicals oder andere musikalische Bühnenwerke bzw. Vokal- und Chorwerke sowie Rock, Pop oder Jazz und andere verwandte Stilrichtungen verfasst. Diese können in einem Fachorgan gleichermaßen wie in Tageszeitungen oder Wochenzeitungen, aber auch in Rundfunk bzw. Fernsehen oder im Internet veröffentlicht sein. Die Ausbildung zum Musikkritiker erfolgt heute gelegentlich im Rahmen eines Studiums der Musikwissenschaften, meist im Kontakt mit diversen Medien.

## Geschichte
In den vergangenen Jahrhunderten waren Musikkritiker nicht speziell für diesen Beruf ausgebildet. In der Regel handelte es sich um Komponisten oder Musiker, die neben sehr viel Erfahrung in der Kompositionstechnik und der zeitgenössischen Musik ein entsprechendes schriftstellerisches Talent mitbrachten. Da es bis zum Ende des 19. Jahrhunderts keine phonographischen Aufnahmen von Musikwerken gab, waren die Musikkritiker in weiten Teilen darauf angewiesen, sich durch das Studium von Noten, Partituren und Klavierauszügen die notwendige Grundlage zu schaffen, um ein Werk richtig beurteilen zu können. Der Besuch von Aufführungen gehörte auch dazu – diese waren allerdings vornehmlich in der ersten Hälfte des 19. Jahrhunderts keineswegs so selbstverständlich, wie man es heute als gegeben hinnimmt. In der heutigen Zeit bilden Grundlage für die Bewertung von musikalischen Werken neben dem Besuch von Aufführungen natürlich auch Aufnahmen von CDs und Radioübertragungen auf der Basis des theoretisch „lesenden“ oder praktisch ausübenden Partiturstudiums. Ein wünschenswertes, möglichst umfangreiches Wissen oder ausgeprägtes Interesse, das über die „klassische Musik“ weit hinausgeht und alle Kunstbereiche und -epochen erfasst (Literatur, Bildende Kunst, Politik, Ethnologie, Filmkunst oder Pop sowie deren Entwicklung von der Antike bis in die Gegenwart) ist zwar nicht Voraussetzung, aber stellt die publizierten Texte in der Regel auf ein sicheres Fundament.
Die zwei auf Musik spezialisierten Fachorgane des 19. Jahrhunderts waren die vom Musikverlag Breitkopf & Härtel herausgegebene Allgemeine musikalische Zeitung und die von Robert Schumann und Friedrich Wieck gegründete Neue Zeitschrift für Musik.

## Bekannte Musikkritiker des 18. Jahrhunderts
- Der Historiker und Musikwissenschaftler François Raguenet,
- der Siegelbewahrer Jean-Laurent Le Cerf de La Viéville

– mit einem literarischen Streit waren sie Pioniere der Musikkritik.

## Bekannte Musikkritiker des 19. Jahrhunderts
- Der Komponist Robert Schumann (siehe auch: Florestan und Eusebius),
- der Schriftsteller E. T. A. Hoffmann, der seine Kritiken unter dem Pseudonym „Johannes Kreisler“ veröffentlichte,
- der Komponist Hector Berlioz,
- der Komponist Claude Debussy, der für seine Kritiken den fiktiven Gesprächspartner „Monsieur Croche“ kreierte,
- der Komponist Pjotr Iljitsch Tschaikowski,
- der Musikwissenschaftler Eduard Hanslick,
- der Philosoph Friedrich Nietzsche.
- der Schriftsteller George Bernard Shaw,
- der Musikschriftsteller Bruno Schrader.

## Bekannte Musikkritiker des 20. Jahrhunderts
- Der Musikschriftsteller und -bibliothekar Wilhelm Altmann,
- der Soziologe und Philosoph Theodor W. Adorno,
- die Musikjournalistin Eleonore Büning,
- der Verleger und Autor Martin Büsser,
- der Musikjournalist und Rockmusikkritiker Robert Christgau
- der Musikkritiker Alfred Einstein,
- der Theater-, Literatur- und Musikkritiker Joachim Kaiser,
- der Musikschriftsteller und Komponist Ferdinand Pfohl,
- der Kulturkorrespondent Frieder Reininghaus,
- der Schriftsteller Romain Rolland,
- der Musikwissenschaftler und Musikkritiker Wilhelm Sinkovicz,
- der Musikkritiker Hans Heinz Stuckenschmidt,
- der Komponist und Jurist Hermann Josef Ullrich, Österreich.

## Musikkritik in der Satire
Der Kabarettist Georg Kreisler hat in seinem Lied Der Musikkritiker den Beruf in satirischer Weise unter die Lupe genommen, heißt es im Text doch, man brauche keine Ahnung von Musik zu haben, könne aber durch das Schreiben über Musik und Musiker einträgliches Geld verdienen.
Eine satirische Anspielung auf den Beruf ist auch die aus dem englischen stammende Redewendung „Writing about music is like dancing about architecture“ („Über Musik zu schreiben ist wie über Architektur zu tanzen“).